# Rannuzio Pallavicino
Rannuzio Pallavicino (ur. 19 października 1632 w Polesine Parmense, zm. 30 czerwca 1712 w Rzymie) – włoski kardynał.

## Życiorys
Urodził się 19 października 1632 roku w Polesine Parmense, jako syn Uberta Pallaviciniegoi Ersilii (lub Emilii) z Soragni. Studiował na Uniwersytecie Monachijskim, gdzie uzyskał doktorat utroque iure. Następnie został referendarzem Trybunału Obojga Sygnatur, a w 1672 roku – inkwizytorem maltańskim. 17 maja 1706 roku został kreowany kardynałem prezbiterem i otrzymał kościół tytularny Sant’Agnese fuori le mura. Zmarł 30 czerwca 1712 roku w Rzymie.